# Takyeh
Takyeh (en àzeri: Təkiyə) és una mesquita, monument històric del segle xiii, dins la Ciutat Vella (al carrer Gazi Muhammed) de Bakú, capital de l'Azerbaidjan. L'edifici també fou registrat com a monument arquitectònic nacional per decisió del Gabinet de Ministres de la República de l'Azerbaidjan el 2 d'agost del 2001, amb el núm. 132.
La mesquita, juntament amb el Palau dels Xirvanxàs i la resta de recinte emmurallat de Bakú, fou inscrita com a Patrimoni de la Humanitat de la Unesco el 2000.

## Història
El monument s'edificà al segle xiii. Va funcionar com a mesquita Mahal·la, i també com a escola secundària. El 1967, es van feren excavacions arqueològiques al voltant de Takyeh, i fou restaurat en la dècada dels 1970.
Els dervixos feien rituals religiosos individuals i massius ací. Takyeh també era un refugi per a viatgers.

## Característiques arquitectòniques
El monument és quadrat i conté una habitació individual. La façana s'orienta cap a la Torre de la Donzella. La seua forma inusual, així com la coberta de la sala de culte amb cúpules esglaonades són un tret característic del monument.

## Galeria

Vistes de l'antiga mesquita
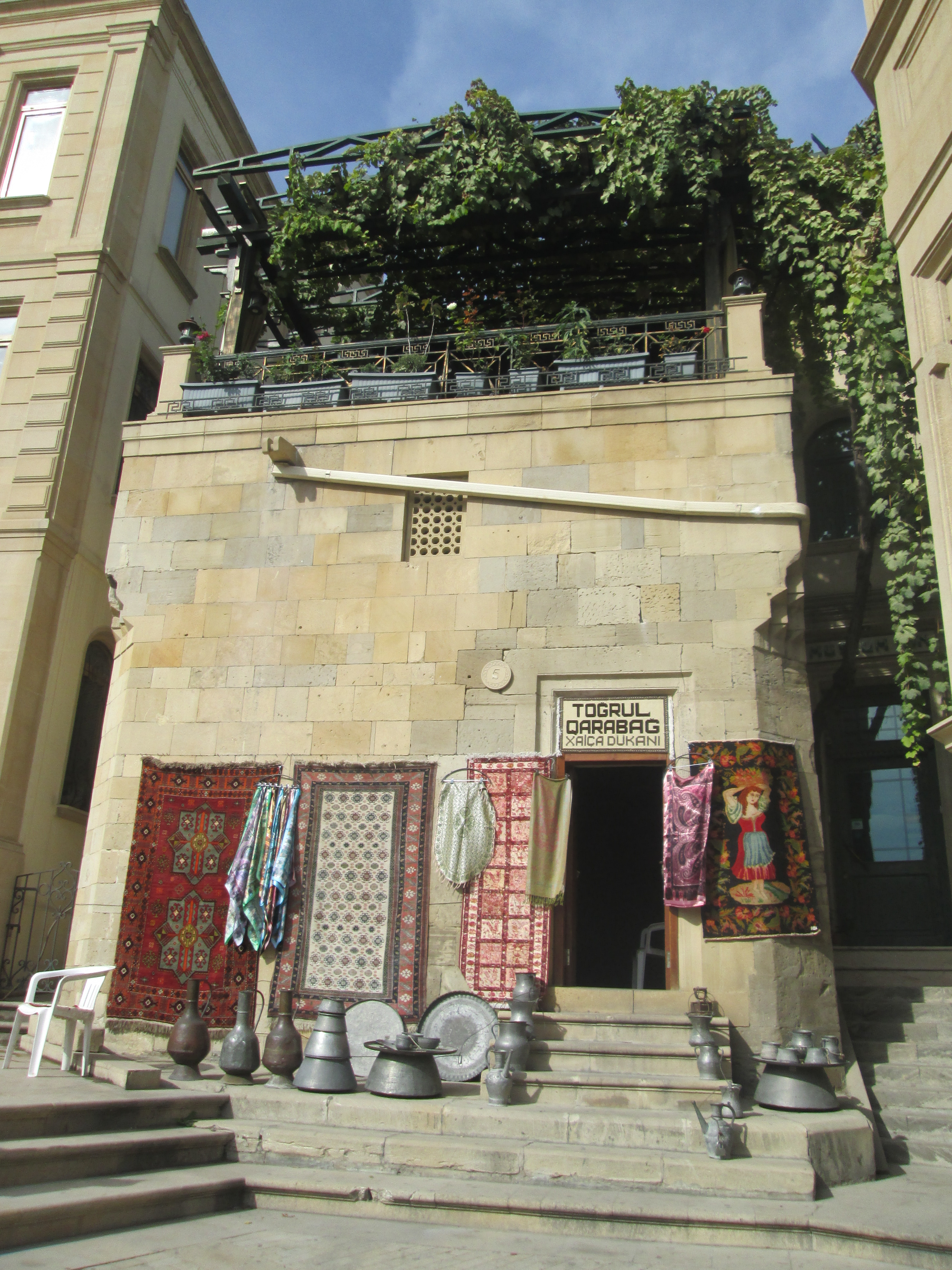
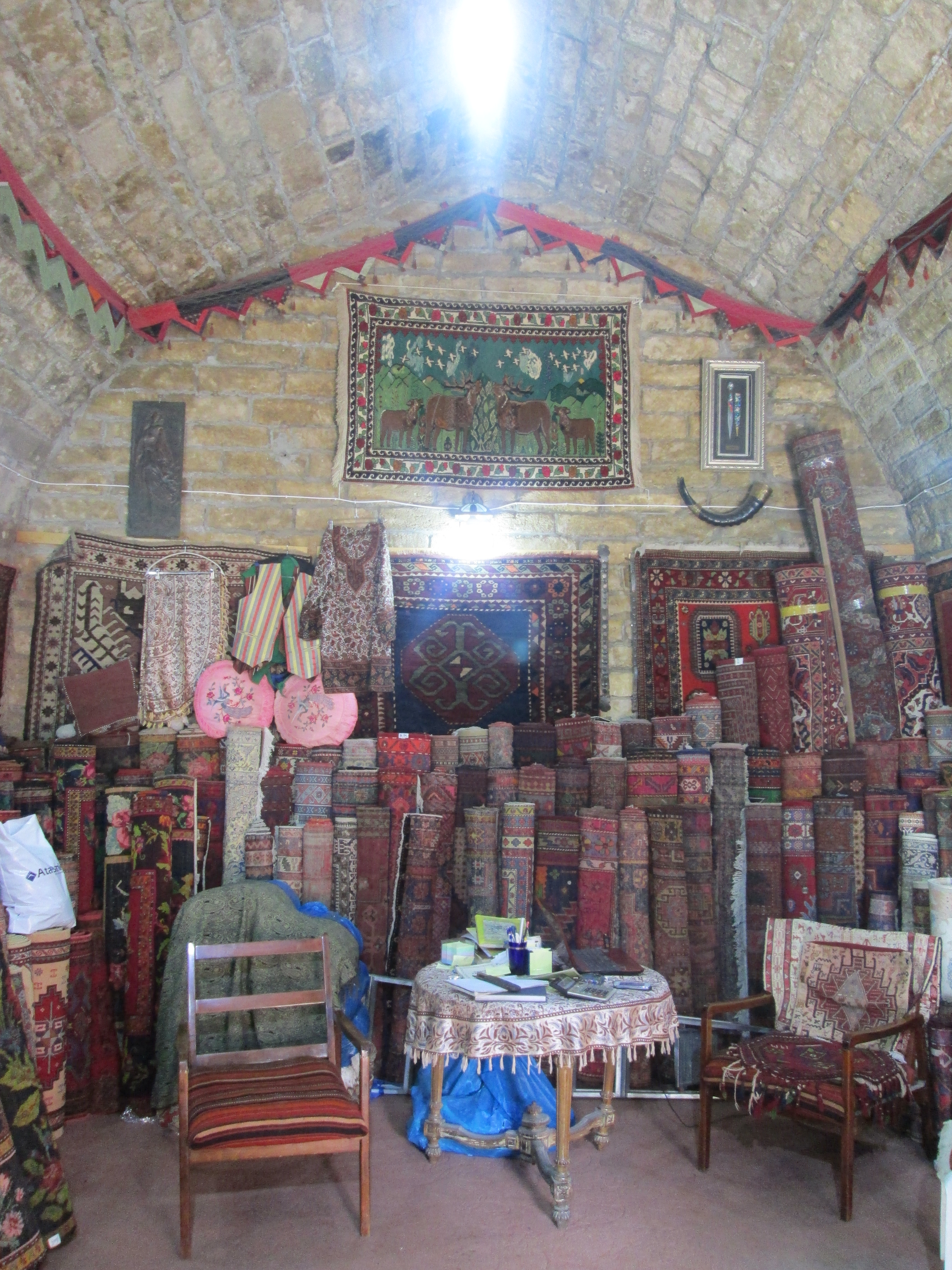